# Coronation (raisin)
Pour les articles homonymes, voir Coronation.

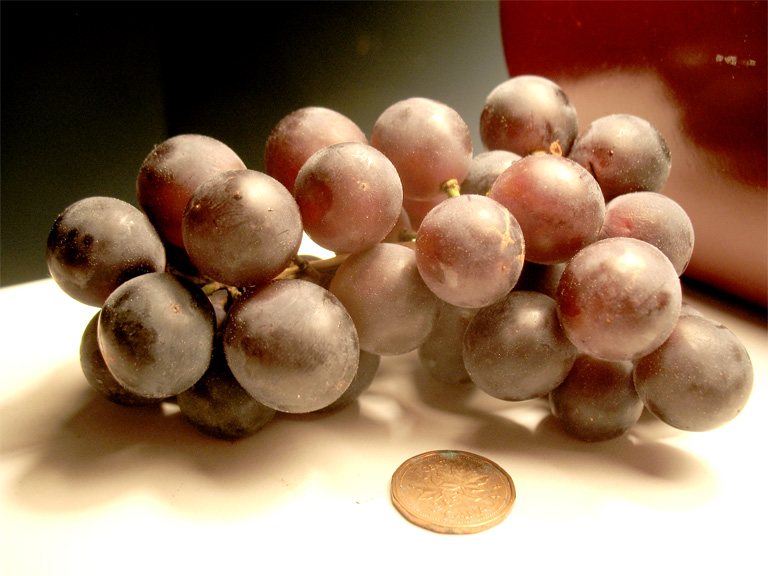
Grappe de raisins Coronation.

Les raisins Coronation (anciennement Sovereign Coronation) sont une variété de raisins bleus, sans pépins, élaborée par Agriculture Canada à Summerland, en Colombie-Britannique en 1978.

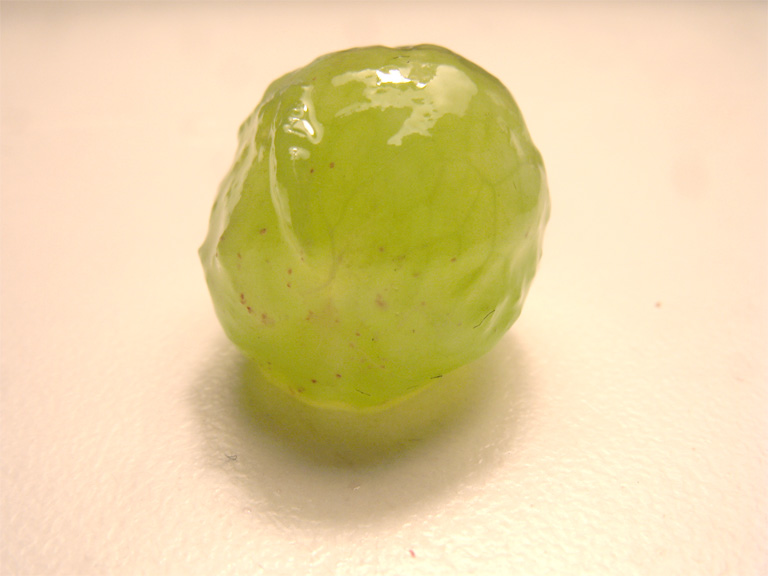
Une Coronotaion sans peau.

Les Coronations sont une variété hybride, l'une des deux variétés originaires du Canada. Elles appartiennent à l'espèce Vitis labrusca.